# Eric Thomas (Leichtathlet)
Eric Ashley Thomas (* 1. Dezember 1973 in Garrison, Texas; † 30. Dezember 2022 in Houston) war ein US-amerikanischer Leichtathlet.

## Leben
Eric Thomas wurde am 1. Dezember 1973 als eines von sechs Kindern seiner Familie geboren. Als er sechs Jahre alt war, starb sein Vater an einem Herzinfarkt. Er besuchte die Garrison High School und erhielt ein Stipendium am Blind College. 1994 stellte er dort mit einer Zeit von 49,29 s einen National-Junior-College-Athletic-Association-Rekord über 400 m Hürden auf. Bei den U.S. Olympic Trials für die Olympischen Spiele 1996 in Atlanta verpasste er als Vierter die direkte Qualifikation und war nur als Ersatzathlet nominiert. Drei Jahre später gewann er bei den Panamerikanischen Spielen in Winnipeg Silber über 400 m Hürden und konnte diesen Erfolg 2003 in Santo Domingo wiederholen. Des Weiteren qualifizierte Thomas sich für die Olympischen Spiele 2000 in Sydney, wo er im Wettkampf über 400 m Hürden das Halbfinale erreichte.
Um finanziell schwächer gestellten Jugendlichen mehr Bildungschancen zu bieten, gründete er die Eric Thomas Foundation, die Stipendien vergibt.
Eric Thomas starb am 30. Dezember 2022 im Alter von 49 Jahren.